# Газорос
Газорос (грч. Γάζωρος) је насељено место у општини Зиљахово у периферији Средишња Македонија, Грчка. Према попису из 2021. године било је 912 становника.
Према бугарском географу и историчару, Василу Канчову, у Газоросу је 1900. године живело 450 Турака хришћана и 180 Турака муслимана. Године 1923. муслиманско становништво је принудно исељено у Турску а на њихово место је насељено 648 грчких избеглица. На попису из 1928. године Газорос је имао 1.604 становника. Село се раније звало Порна.